# Lista episoadelor din Doctor Who
Doctor Who este un serial science fiction produs de BBC.

## Primul Doctor

### Sezonul 1 (1963–64)
| Nr  | Titlu                                                                                      | Cod | Episoade | Scenarist                         | Regizor                            | Premiera |
| 001 | An Unearthly Child - Un copil nepământean sau 100,000 BC sau The Tribe of Gum              | A   | "An Unearthly Child" "The Cave of Skulls" "The Forest of Fear" "The Firemaker"                                                                                           | Anthony Coburn (and C. E. Webber) | Waris Hussein                      | 23 noiembrie 1963 30 noiembrie 1963 7 decembrie 1963 14 decembrie 1963                                                  |
| 002 | The Daleks - Daleks sau The Mutants sau The Dead Planet                                    | B   | "The Dead Planet" "The Survivors" "The Escape" "The Ambush" "The Expedition" "The Ordeal" "The Rescue"                                                                   | Terry Nation                      | Richard Martin & Christopher Barry | 21 decembrie 1963 28 decembrie 1963 4 ianuarie 1964 11 ianuarie 1964 18 ianuarie 1964 25 ianuarie 1964 1 februarie 1964 |
| 003 | The Edge of Destruction - Marginea distrugerii aka Inside the Spaceship aka Beyond the Sun | C   | "The Edge of Destruction" "The Brink of Disaster" | David Whitaker                    | Richard Martin & Frank Cox         | 8 februarie 1964 15 februarie 1964                                                                                      |
| 004 | Marco Polo - Marco Polo aka A Journey to Cathay                                            | D   | "The Roof of the World" "The Singing Sands" "Five Hundred Eyes" "The Wall of Lies" "Rider from Shang-Tu" "Mighty Kublai Khan" "Assassin at Peking" (all missing)         | John Lucarotti                    | Waris Hussein                      | 22 februarie 1964 29 februarie 1964 7 martie 1964 14 martie 1964 21 martie 1964 28 martie 1964 4 aprilie 1964           |
| 005 | The Keys of Marinus - Pe cheile Marinusului aka The Sea of Death                           | E   | "The Sea of Death" "The Velvet Web" "The Screaming Jungle" "The Snows of Terror" "Sentence of Death" "The Keys of Marinus"                                               | Terry Nation                      | John Gorrie                        | 11 aprilie 1964 18 aprilie 1964 25 aprilie 1964 2 mai 1964 9 mai 1964 16 mai 1964                                       |
| 006 | The Aztecs - Aztecii                                                                       | F   | "The Temple of Evil" "The Warriors of Death" "The Bride of Sacrifice" "The Day of Darkness"                                                                              | John Lucarotti                    | John Crockett                      | 23 mai 1964 30 mai 1964 6 iunie 1964 13 iunie 1964                                                                      |
| 007 | The Sensorites - Senzoriții                                                                | G   | "Strangers in Space" "The Unwilling Warriors" "Hidden Danger" "A Race Against Death" "Kidnap" "A Desperate Venture"                                                      | Peter R. Newman                   | Mervyn Pinfield & Frank Cox        | 20 iunie 1964 27 iunie 1964 11 iulie 1964 18 iulie 1964 25 iulie 1964 1 august 1964                                     |
| 008 | The Reign of Terror - Domnia terorii aka The French Revolution                             | H   | "A Land of Fear" "Guests of Madame Guillotine" "A Change of Identity" "The Tyrant of France" "A Bargain of Necessity" "Prisoners of Conciergerie" (episodes 4-5 missing) | Dennis Spooner                    | Henric Hirsch & John Gorrie        | 8 august 1964 15 august 1964 22 august 1964 29 august 1964 5 septembrieie 1964 12 septembrieie 1964                     |
| --- | ------------------------------------------------------------------------------------------ | --- | --- | --------------------------------- | ---------------------------------- | --- |

### Sezonul 2 (1964–65)
| Nr  | Titlu                                                                   | Cod | Episoade | Scenarist      | Regizor                            | Premiera                                                                                                   |
| 009 | Planet of Giants - Planeta giganților                                   | J   | "Planet of Giants" "Dangerous Journey" "Crisis"                                                                                           | Louis Marks    | Mervyn Pinfield & Douglas Camfield | 31 octombrie 1964 7 noiembrie 1964 14 noiembrie 1964                                                       |
| 010 | The Dalek Invasion of Earth - Pământul invadat de Dalek aka World's End | K   | "World's End" "The Daleks" "Day of Reckoning" "The End of Tomorrow" "The Waking Ally" "Flashpoint"                                        | Terry Nation   | Richard Martin                     | 21 noiembrie 1964 28 noiembrie 1964 5 decembrie 1964 12 decembrie 1964 19 decembrie 1964 26 decembrie 1964 |
| 011 | The Rescue - Salvarea                                                   | L   | "The Powerful Enemy" "Desperate Measures"                                                                                                 | David Whitaker | Christopher Barry                  | 2 ianuarie 1965 9 ianuarie 1965                                                                            |
| 012 | The Romans - Romanii                                                    | M   | "The Slave Traders" "All Roads Lead to Rome" "Conspiracy" "Inferno"                                                                       | Dennis Spooner | Christopher Barry                  | 16 ianuarie 1965 23 ianuarie 1965 30 ianuarie 1965 6 februarie 1965                                        |
| 013 | The Web Planet - Planeta Web aka The Zarbi                              | N   | "The Web Planet" "The Zarbi" "Escape to Danger" "Crater of Needles" "Invasion" "The Centre"                                               | Bill Strutton  | Richard Martin                     | 13 februarie 1965 20 februarie 1965 27 februarie 1965 6 martie 1965 13 martie 1965 20 martie 1965          |
| 014 | The Crusade - Cruciada aka The Lionheart aka The Crusaders              | P   | "The Lion" "The Knight of Jaffa" "The Wheel of Fortune" "The Warlords" (episodes 2 & 4 missing)                                           | David Whitaker | Douglas Camfield                   | 27 martie 1965 3 aprilie 1965 10 aprilie 1965 17 aprilie 1965                                              |
| 015 | The Space Museum - Muzeul spațial                                       | Q   | "The Space Museum" "The Dimensions of Time" "The Search" "The Final Phase"                                                                | Glyn Jones     | Mervyn Pinfield                    | 24 aprilie 1965 1 mai 1965 8 mai 1965 15 mai 1965                                                          |
| 016 | The Chase - Urmărirea                                                   | R   | "The Executioners" "The Death of Time" "Flight Through Eternity" "Journey into Terror" "The Death of Doctor Who" "The Planet of Decision" | Terry Nation   | Richard Martin & Douglas Camfield  | 22 mai 1965 29 mai 1965 5 iunie 1965 12 iunie 1965 19 iunie 1965 26 iunie 1965                             |
| 017 | The Time Meddler - Timpul intrusului                                    | S   | "The Watcher" "The Meddling Monk" "A Battle of Wits" "Checkmate"                                                                          | Dennis Spooner | Douglas Camfield                   | 3 iulie 1965 10 iulie 1965 17 iulie 1965 24 iulie 1965                                                     |
| --- | ----------------------------------------------------------------------- | --- | --- | -------------- | ---------------------------------- | --- |

### Sezonul 3 (1965–66)
| Nr  | Titlu                                                                                             | Cod       | Episoade | Scenarist                         | Regizor                          | Premiera |
| --- | ------------------------------------------------------------------------------------------------- | --------- | --- | --------------------------------- | -------------------------------- | --- |
| 018 | Galaxy 4 - Galaxia 4                                                                              | T         | "Four Hundred Dawns" "Trap of Steel" "Airlock" "The Exploding Planet" (all missing) | William Emms                      | Derek Martinus & Mervyn Pinfield | 11 septembrieie 1965 18 septembrieie 1965 25 septembrieie 1965 2 octombrie 1965 |
| 019 | "Mission to the Unknown - Misiune către necunoscut aka "Dalek Cutaway"                            | T/A or DC | "Mission to the Unknown" (missing) | Terry Nation                      | Derek Martinus                   | 9 octombrie 1965 |
| 020 | The Myth Makers - Mitul Makers                                                                    | U         | "Temple of Secrets" "Small Prophet, Quick Return" "Death of a Spy" "Horse of Destruction" (all missing) | Donald Cotton                     | Michael Leeston-Smith            | 16 octombrie 1965 23 octombrie 1965 30 octombrie 1965 6 noiembrie 1965 |
| 021 | The Daleks' Master Plan - Marele plan Dalek                                                       | V         | "The Nightmare Begins" "Day of Armageddon" "Devil's Planet" "The Traitors" "Counter Plot" "Coronas of the Sun" "The Feast of Steven" "Volcano" "Golden Death" "Escape Switch" "The Abandoned Planet" "Destruction of Time" (episodes 1, 3-4, 6-9, & 11-12 missing) | Terry Nation & Dennis Spooner     | Douglas Camfield                 | 13 noiembrie 1965 20 noiembrie 1965 27 noiembrie 1965 4 decembrie 1965 11 decembrie 1965 18 decembrie 1965 25 decembrie 1965 1 ianuarie 1966 8 ianuarie 1966 15 ianuarie 1966 22 ianuarie 1966 29 ianuarie 1966 |
| 022 | The Massacre of St Bartholomew's Eve - Masacrul din seara de Sfântul Bartholomew aka The Massacre | W         | "War of God" "The Sea Beggar" "Priest of Death" "Bell of Doom" (all episodes missing) | John Lucarotti & Donald Tosh      | Paddy Russell                    | 5 februarie 1966 12 februarie 1966 19 februarie 1966 26 februarie 1966 |
| 023 | The Ark - Arca                                                                                    | X         | "The Steel Sky" "The Plague" "The Return" "The Bomb" | Paul Erickson & Lesley Scott      | Michael Imison                   | 5 martie 1966 12 martie 1966 19 martie 1966 26 martie 1966 |
| 024 | The Celestial Toymaker - Păpușarul celest                                                         | Y         | "The Celestial Toyroom" "The Hall of Dolls" "The Dancing Floor" "The Final Test" (episodes 1-3 missing) | Brian Hayles (and Donald Tosh)    | Bill Sellars                     | 2 aprilie 1966 9 aprilie 1966 16 aprilie 1966 23 aprilie 1966 |
| 025 | The Gunfighters - Luptătorii înarmați                                                             | Z         | "A Holiday for the Doctor" "Don't Shoot the Pianist" "Johnny Ringo" "The OK Corral" | Donald Cotton                     | Rex Tucker                       | 30 aprilie 1966 7 mai 1966 14 mai 1966 21 mai 1966 |
| 026 | The Savages - Sălbaticii                                                                          | AA        | 4 episodes (all missing) | Ian Stuart Black                  | Christopher Barry                | 28 mai – 18 iunie 1966 |
| 027 | The War Machines - Mașinile războiului                                                            | BB        | 4 episodes | Ian Stuart Black (and Kit Pedler) | Michael Ferguson                 | 25 iunie – 16 Iuliy 1966 |

### Sezonul 4 (1966–67)
| Nr  | Titlu                              | Cod | Episoade                       | Scenarist                | Regizor        | Premiera                            |
| --- | ---------------------------------- | --- | ------------------------------ | ------------------------ | -------------- | ----------------------------------- |
| 028 | The Smugglers - Contrabandiștii    | CC  | 4 episodes (all missing)       | Brian Hayles             | Julia Smith    | 10 septembrieie – 1 Octomberie 1966 |
| 029 | The Tenth Planet - A zecea planetă | DD  | 4 episodes (episode 4 missing) | Kit Pedler & Gerry Davis | Derek Martinus | 8–29 Octomberie 1966                |

## Al doilea Doctor

### Sezonul 4 (1966–67) continua
| Nr  | Titlu                                         | Cod | Episoade                                | Scenarist                           | Regizor            | Premiera                            |
| --- | --------------------------------------------- | --- | --------------------------------------- | ----------------------------------- | ------------------ | ----------------------------------- |
| 030 | The Power of the Daleks -Puterea Dalek        | EE  | 6 episodes (all missing)                | David Whitaker (and Dennis Spooner) | Christopher Barry  | 5 noiembrie – 10 decembrie 1966     |
| 031 | The Highlanders- Tărâmuri înalte              | FF  | 4 episodes (all missing)                | Elwyn Jones & Gerry Davis           | Hugh David         | 17 decembrie 1966 – 7 ianuarie 1967 |
| 032 | The Underwater Menace -Amenințarea de sub ape | GG  | 4 episodes (episodes 1, 2, & 4 missing) | Geoffrey Orme                       | Julia Smith        | 14 ianuarie – 4 februarie 1967      |
| 033 | The Moonbase - Baza Lunii                     | HH  | 4 episodes (episodes 1 & 3 missing)     | Kit Pedler                          | Morris Barry       | 11 februarie – 4 martie 1967        |
| 034 | The Macra Terror - Teroarea giganților Macra  | JJ  | 4 episodes (all missing)                | Ian Stuart Black                    | John Howard Davies | 11 martie – 1 aprilie 1967          |
| 035 | The Faceless Ones - Cei fără față             | KK  | 6 episodes (episodes 2 & 4-6 missing)   | David Ellis & Malcolm Hulke         | Gerry Mill         | 8 aprilie – 13 mai 1967             |
| 036 | The Evil of the Daleks - Răutatea Dalek       | LL  | 7 episodes (episodes 1 & 3-7 missing)   | David Whitaker                      | Derek Martinus     | 20 mai – 1 iulie 1967               |

### Sezonul 5 (1967–68)
| Nr  | Titlu                                              | Cod | Episoade                                | Scenarist                        | Regizor              | Premiera                             |
| --- | -------------------------------------------------- | --- | --------------------------------------- | -------------------------------- | -------------------- | ------------------------------------ |
| 037 | The Tomb of the Cybermen - Mormântul Cybermenilor  | MM  | 4 episodes                              | Kit Pedler & Gerry Davis         | Morris Barry         | 2–23 septembrie 1967                 |
| 038 | The Abominable Snowmen -Abominabilul om al zăpezii | NN  | 6 episodes (episodes 1 & 3-6 missing)   | Mervyn Haisman & Henry Lincoln   | Gerald Blake         | 30 septembrie – 4 noiembrie 1967     |
| 039 | The Ice Warriors - Luptătorii gheții               | OO  | 6 episodes (episodes 2 & 3 missing)     | Brian Hayles                     | Derek Martinus       | 11 noiembrie – 16 decembrie 1967     |
| 040 | The Enemy of the World - Inamicul lumii            | PP  | 6 episodes (episodes 1-2 & 4-6 missing) | David Whitaker                   | Barry Letts          | 23 decembrie 1967 – 27 ianuarie 1968 |
| 041 | The Web of Fear - Frica Web                        | QQ  | 6 episodes (episodes 2-6 missing)       | Mervyn Haisman and Henry Lincoln | Douglas Camfield     | 3 februarie – 9 martie 1968          |
| 042 | Fury from the Deep - Furie din adâncuri            | RR  | 6 episodes (all missing)                | Victor Pemberton                 | Hugh David           | 16 martie – 20 aprilie 1968          |
| 043 | The Wheel in Space -Roata în spațiu                | SS  | 6 episodes (episodes 1-2 & 4-5 missing) | David Whitaker and Kit Pedler    | Tristan de Vere Cole | 27 aprilie – 1 iunie 1968            |

### Sezonul 6 (1968–69)
| Nr  | Titlu                                 | Cod | Episoade                              | Scenarist                                         | Regizor          | Premiera                             |
| --- | ------------------------------------- | --- | ------------------------------------- | ------------------------------------------------- | ---------------- | ------------------------------------ |
| 044 | The Dominators - Dominatorii          | TT  | 5 episodes                            | Nrrman Ashby (aka Mervyn Haisman & Henry Lincoln) | Morris Barry     | 10 august – 7 septembrie 1968        |
| 045 | The Mind Robber - Minte de jefuitor   | UU  | 5 episodes                            | Peter Ling (and Derrick Sherwin)                  | David Maloney    | 14 septembrie – 12 octombrie 1968    |
| 046 | The Invasion - Invazia                | VV  | 8 episodes (episodes 1 & 4 missing)   | Derrick Sherwin and Kit Pedler                    | Douglas Camfield | 2 noiembrie – 21 decembrie 1968      |
| 047 | The Krotons - Krotonii                | WW  | 4 episodes                            | Robert Holmes                                     | David Maloney    | 28 decembrie 1968 – 18 ianuarie 1969 |
| 048 | The Seeds of Death -Semințele morții  | XX  | 6 episodes                            | Brian Hayles (and Terrance Dicks)                 | Michael Ferguson | 25 ianuarie – 1 martie 1969          |
| 049 | The Space Pirates - Pirații Spațiului | YY  | 6 episodes (episodes 1 & 3-6 missing) | Robert Holmes                                     | Michael Hart     | 8 martie – 12 aprilie 1969           |
| 050 | The War Games - Jocurile războiului   | ZZ  | 10 episodes                           | Malcolm Hulke & Terrance Dicks                    | David Maloney    | 19 aprilie – 21 iunie 1969           |

## Al treilea Doctor

### Sezonul 7 (1970)
| Nr  | Titlu                                                                   | Cod | Episoade                                                    | Scenarist                                          | Regizor                        | Premiera                     |
| --- | ----------------------------------------------------------------------- | --- | ----------------------------------------------------------- | -------------------------------------------------- | ------------------------------ | ---------------------------- |
| 051 | Spearhead from Space - Vârful de lance din Spațiu                       | AAA | 4 episodes                                                  | Robert Holmes                                      | Derek Martinus                 | 3–24 ianuarie 1970           |
| 052 | Doctor Who and the Silurians - Doctorul și Silurienii aka The Silurians | BBB | 7 episodes                                                  | Malcolm Hulke                                      | Timothy Combe                  | 31 ianuarie – 14 martie 1970 |
| 053 | The Ambassadors of Death - Ambasadorul morții                           | CCC | 7 episodes (Episoade 2-4 & 7 exist in black and white only) | David Whitaker, (and Trevor Ray and Malcolm Hulke) | Michael Ferguson               | 21 martie–2 mai 1970         |
| 054 | Inferno - Infernul                                                      | DDD | 7 episodes                                                  | Don Houghton                                       | Douglas Camfield & Barry Letts | 9 mai–20 iunie 1970          |

### Sezonul 8 (1971)
| Nr  | Titlu                                     | Cod | Episoade                                       | Scenarist                                          | Regizor           | Premiera                  |
| --- | ----------------------------------------- | --- | ---------------------------------------------- | -------------------------------------------------- | ----------------- | ------------------------- |
| 055 | Terror of the Autons - Teroarea Autonilor | EEE | 4 episodes                                     | Robert Holmes                                      | Barry Letts       | 2–23 ianuarie 1971        |
| 056 | The Mind of Evil - Geniul răului          | FFF | 6 episodes (All exist in black and white only) | Don Houghton                                       | Timothy Combe     | 30 ianuarie–6 martie 1971 |
| 057 | The Claws of Axos - Gheare de Axos        | GGG | 4 episodes                                     | Bob Baker & Dave Martin                            | Michael Ferguson  | 13 martie–3 aprilie 1971  |
| 058 | Colony in Space - Colonia din Spațiu      | HHH | 6 episodes                                     | Malcolm Hulke                                      | Michael E. Briant | 10 aprilie–15 mai 1971    |
| 059 | The Dæmons - Demonii                      | JJJ | 5 episodes                                     | Guy Leopold (a.k.a. Robert Sloman and Barry Letts) | Christopher Barry | 22 mai–19 iunie 1971      |

### Sezonul 9 (1972)
| Nr  | Titlu                                        | Cod | Episoade   | Scenarist                       | Regizor           | Premiera                      |
| --- | -------------------------------------------- | --- | ---------- | ------------------------------- | ----------------- | ----------------------------- |
| 060 | Day of the Daleks - Ziua Dalek               | KKK | 4 episodes | Louis Marks                     | Paul Bernard      | 1–22 ianuarie 1972            |
| 061 | The Curse of Peladon - Blestemul lui Peladon | MMM | 4 episodes | Brian Hayles                    | Lennie maine      | 29 ianuarie–19 februarie 1972 |
| 062 | The Sea Devils - Marea răului                | LLL | 6 episodes | Malcolm Hulke                   | Michael Briant    | 26 februarie–1 aprilie 1972   |
| 063 | The Mutants - Mutanții                       | NNN | 6 episodes | Bob Baker and Dave Martin       | Christopher Barry | 8 aprilie–13 mai 1972         |
| 064 | The Time Monster - Timpul monștrilor         | OOO | 6 episodes | Robert Sloman (and Barry Letts) | Paul Bernard      | 20 mai–24 iunie 1972          |

### Sezonul 10 (1972–73)
| Nr  | Titlu                                        | Cod | Episoade   | Scenarist                       | Regizor        | Premiera                           |
| --- | -------------------------------------------- | --- | ---------- | ------------------------------- | -------------- | ---------------------------------- |
| 065 | The three Doctors - Cei trei Doctori         | RRR | 4 episodes | Bob Baker and Dave Martin       | Lennie maine   | 30 decembrie 1972–20 ianuarie 1973 |
| 066 | Carnival of Monsters - Carnavalul Monștrilor | PPP | 4 episodes | Robert Holmes                   | Barry Letts    | 27 ianuarie–17 februarie 1973      |
| 067 | Frontier in Space - Frontieră în Spațiu      | QQQ | 6 episodes | Malcolm Hulke                   | Paul Bernard   | 24 februarie–31 martie 1973        |
| 068 | Planet of the Daleks - Planeta Dalek (Skaro) | SSS | 6 episodes | Terry Nation                    | David Maloney  | 7 aprilie–12 mai 1973              |
| 069 | The Green Death - Moartea verde              | TTT | 6 episodes | Robert Sloman (and Barry Letts) | Michael Briant | 19 mai–23 iunie 1973               |

### Sezonul 11 (1973–74)
| Nr  | Titlu                                          | Cod | Episoade                                              | Scenarist                       | Regizor        | Premiera                          |
| --- | ---------------------------------------------- | --- | ----------------------------------------------------- | ------------------------------- | -------------- | --------------------------------- |
| 070 | The Time Warrior - Timpul războinicului        | UUU | 4 episodes                                            | Robert Holmes                   | Alan Bromly    | 15 decembrie 1973-5 ianuarie 1974 |
| 071 | Invasion of the Dinosaurs Invazia Dinozaurilor | WWW | 6 episodes (Episode 1 exists in black and white only) | Malcolm Hulke                   | Paddy Russell  | 12 ianuarie–16 februarie 1974     |
| 072 | Death to the Daleks - Moarte pentru Dalek      | XXX | 4 episodes                                            | Terry Nation                    | Michael Briant | 23 februarie–16 martie 1974       |
| 073 | The Monster of Peladon - Monstrul lui Peladon  | YYY | 6 episodes                                            | Brian Hayles                    | Lennie Maine   | 23 martie–27 aprilie 1974         |
| 074 | Planet of the Spiders - Planeta păianjenilor   | ZZZ | 6 episodes                                            | Robert Sloman (and Barry Letts) | Barry Letts    | 4 mai–8 iunie 1974                |

## Al patrulea Doctor

### Sezonul 12 (1974–75)
| Nr  | Titlu                                           | Cod | Episoade   | Scenarist                          | Regizor           | Premiera                           |
| --- | ----------------------------------------------- | --- | ---------- | ---------------------------------- | ----------------- | ---------------------------------- |
| 075 | Robot - Robotul                                 | 4A  | 4 episodes | Terrance Dicks                     | Christopher Barry | 28 decembrie 1974–18 ianuarie 1975 |
| 076 | The Ark in Space - Arca în Spațiu               | 4C  | 4 episodes | Robert Holmes (and John Lucarotti) | Rodney Bennett    | 25 ianuarie–15 februarie 1975      |
| 077 | The Sontaran Experiment - Experimentul Sontaran | 4B  | 2 episodes | Bob Baker & Dave Martin            | Rodney Bennett    | 22 februarie–1 martie 1975         |
| 078 | Genesis of the Daleks - Geneza Dalek            | 4E  | 6 episodes | Terry Nation                       | David Maloney     | 8 martie–12 aprilie 1975           |
| 079 | Revenge of the Cybermen - Răzbunarea Cyborgilor | 4D  | 4 episodes | Gerry Davis                        | Michael Briant    | 19 aprilie–10 mai 1975             |

### Sezonul 13 (1975–76)
| Nr  | Titlu                                       | Cod | Episoade   | Scenarist                                               | Regizor           | Premiera                        |
| --- | ------------------------------------------- | --- | ---------- | ------------------------------------------------------- | ----------------- | ------------------------------- |
| 080 | Terror of the Zygons - Teroarea Zygonilor   | 4F  | 4 episodes | Robert Banks Stewart                                    | Douglas Camfield  | 30 august–20 septembrie 1975    |
| 081 | Planet of Evil - Planeta răului             | 4H  | 4 episodes | Louis Marks                                             | David Maloney     | 27 septembrie–18 octombrie 1975 |
| 082 | Pyramids of Mars - Piramidele de pe Marte   | 4G  | 4 episodes | Stephen Harris (a.k.a. Robert Holmes and Lewis Greifer) | Paddy Russell     | 25 octombrie–15 noiembrie 1975  |
| 083 | The Android Invasion - Invazia Android      | 4J  | 4 episodes | Terry Nation                                            | Barry Letts       | 22 noiembrie–13 decembrie 1975  |
| 084 | The Brain of Morbius - Creierul lui Morbius | 4K  | 4 episodes | Robin Bland (a.k.a. Terrance Dicks and Robert Holmes)   | Christopher Barry | 3–24 ianuarie 1976              |
| 085 | The Seeds of Doom - Semințele lui Doom      | 4L  | 6 episodes | Robert Banks Stewart                                    | Douglas Camfield  | 31 ianuarie–6 martie 1976       |

### Sezonul 14 (1976–77)
| Nr  | Titlu                                                | Cod | Episoade   | Scenarist                                | Regizor         | Premiera                       |
| --- | ---------------------------------------------------- | --- | ---------- | ---------------------------------------- | --------------- | ------------------------------ |
| 086 | The Masque of Mandragora - Masca lui Mandragora      | 4M  | 4 episodes | Louis Marks                              | Rodney Bennett  | 4–25 septembrie 1976           |
| 087 | The Hand of Fear - Mâna fricii                       | 4N  | 4 episodes | Bob Baker & Dave Martin                  | Lennie Maine    | 2–23 octombrie 1976            |
| 088 | The Deadly Assassin - Asasinul ucigaș                | 4P  | 4 episodes | Robert Holmes                            | David Maloney   | 30 octombrie–20 noiembrie 1976 |
| 089 | The Face of Evil - Fața răului                       | 4Q  | 4 episodes | Chris Boucher                            | Pennant Roberts | 1–22 ianuarie 1977             |
| 090 | The Robots of Death - Roboții morții                 | 4R  | 4 episodes | Chris Boucher                            | Michael Briant  | 29 ianuarie–19 februarie 1977  |
| 091 | The Talons of Weng-Chiang - Ghearele lui Weng-Chiang | 4S  | 6 episodes | Robert Holmes (and Robert Banks Stewart) | David Maloney   | 26 februarie–2 aprilie 1977    |

### Sezonul 15 (1977–78)
| Nr  | Titlu                                       | Cod | Episoade   | Scenarist                                             | Regizor               | Premiera                       |
| --- | ------------------------------------------- | --- | ---------- | ----------------------------------------------------- | --------------------- | ------------------------------ |
| 092 | Horror of Fang Rock - Oroarea lui Fang Rock | 4V  | 4 episodes | Terrance Dicks                                        | Paddy Russell         | 3–24 septembrie 1977           |
| 093 | The Invisible Enemy - Dușmanul invizibil    | 4T  | 4 episodes | Bob Baker & Dave Martin                               | Derrick Goodwin       | 1–22 octombrie 1977            |
| 094 | Image of the Fendahl - Imaginea lui Fendah  | 4X  | 4 episodes | Chris Boucher                                         | George Spenton-Foster | 29 octombrie–19 noiembrie 1977 |
| 095 | The Sun Makers - Soarele Makers             | 4W  | 4 episodes | Robert Holmes                                         | Pennant Roberts       | 26 noiembrie–17 decembrie 1977 |
| 096 | Underworld - Lumea de dedesupt              | 4Y  | 4 episodes | Bob Baker & Dave Martin                               | Nrrman Stewart        | 7–28 ianuarie 1978             |
| 097 | The Invasion of Time - Invadarea timpului   | 4Z  | 6 episodes | David Agnew (a.k.a. Graham Williams and Anthony Read) | Gerald Blake          | 4 februarie–11 martie 1978     |

### Sezonul 16 (1978–79)
| Nr  | Titlu                                       | Cod | Episoade   | Scenarist                 | Regizor               | Premiera                           |
| --- | ------------------------------------------- | --- | ---------- | ------------------------- | --------------------- | ---------------------------------- |
| 098 | The Ribos Operation - Operațiunea Ribos     | 5A  | 4 episodes | Robert Holmes             | George Spenton-Foster | 2–23 septembrie 1978               |
| 099 | The Pirate Planet - Planeta piraților       | 5B  | 4 episodes | Douglas Adams             | Pennant Roberts       | 30 septembrie–21 octombrie 1978    |
| 100 | The Stones of Blood - Pietrele sângelui     | 5C  | 4 episodes | David Fisher              | Darrol Blake          | 28 octombrie–18 noiembrie 1978     |
| 101 | The Androids of Tara - Androizii lui Tara   | 5D  | 4 episodes | David Fisher              | Michael Hayes         | 25 noiembrie–16 decembrie 1978     |
| 102 | The Power of Kroll - Puterea lui Kroll      | 5E  | 4 episodes | Robert Holmes             | Nrrman Stewart        | 23 decembrie 1978–13 ianuarie 1979 |
| 103 | The Armageddon Factor - Factorul Armaghedon | 5F  | 6 episodes | Bob Baker and Dave Martin | Michael Hayes         | 20 ianuarie–24 februarie 1979      |

### Sezonul 17 (1979–80)
| Nr  | Titlu                                          | Cod | Episoade   | Scenarist                                                             | Regizor           | Premiera                           |
| --- | ---------------------------------------------- | --- | ---------- | --------------------------------------------------------------------- | ----------------- | ---------------------------------- |
| 104 | Destiny of the Daleks - Destinul Dalek         | 5J  | 4 episodes | Terry Nation                                                          | Ken Grieve        | 1–22 septembrie 1979               |
| 105 | City of Death - Orașul morții                  | 5H  | 4 episodes | David Agnew (a.k.a. Douglas Adams, Graham Williams, and David Fisher) | Michael Hayes     | 29 septembrie–20 octombrie 1979    |
| 106 | The Creature from the Pit - Creatura de pe Pit | 5G  | 4 episodes | David Fisher                                                          | Christopher Barry | 27 octombrie–17 noiembrie 1979     |
| 107 | Nightmare of Eden - Coșmar din Eden            | 5K  | 4 episodes | Bob Baker                                                             | Alan Bromly       | 24 noiembrie–15 decembrie 1979     |
| 108 | The Horns of Nimon - Coarnele lui Nimon        | 5L  | 4 episodes | Anthony Read                                                          | Kenny McBain      | 22 decembrie 1979–12 ianuarie 1980 |
| —   | Shada- Shada                                   | 5M  | 6 episodes | Douglas Adams                                                         | Pennant Roberts   | Unaired                            |

### Sezonul 18 (1980–81)
| Nr  | Titlu                                       | Cod | Episoade   | Scenarist                          | Regizor                    | Premiera                        |
| --- | ------------------------------------------- | --- | ---------- | ---------------------------------- | -------------------------- | ------------------------------- |
| 109 | The Leisure Hive - Colonia timpului liber   | 5N  | 4 episodes | David Fisher                       | Lovett Bickford            | 30 august–20 septembrie 1980    |
| 110 | Meglos - Meglos                             | 5Q  | 4 episodes | John Flanagan and Andrew McCulloch | Terence Dudley             | 27 septembrie–18 octombrie 1980 |
| 111 | Full Circle - Cercul complet                | 5R  | 4 episodes | Andrew Smith                       | Peter Grimwade             | 25 octombrie–15 noiembrie 1980  |
| 112 | State of Decay - Statul descompunerii       | 5P  | 4 episodes | Terrance Dicks                     | Peter Moffatt              | 22 noiembrie–13 decembrie 1980  |
| 113 | Warriors' Gate - Poarta luptătorilor        | 5S  | 4 episodes | Stephen Gallagher                  | Paul Joyce & Graeme Harper | 3–24 ianuarie 1981              |
| 114 | The Keeper of Traken - Păzitorul lui Traken | 5T  | 4 episodes | Johnny Byrne                       | John Black                 | 31 ianuarie–21 februarie 1981   |
| 115 | Logopolis - Logopolis                       | 5V  | 4 episodes | Christopher H. Bidmead             | Peter Grimwade             | 28 februarie–21 martie 1981     |

## Al cincilea Doctor

### Sezonul 19 (1982)
| Nr  | Titlu                                     | Cod | Episoade   | Scenarist              | Regizor        | Premiera             |
| --- | ----------------------------------------- | --- | ---------- | ---------------------- | -------------- | -------------------- |
| 116 | Castrovalva - Castrovalva                 | 5Z  | 4 episodes | Christopher H. Bidmead | Fiona Cumming  | 4–12 ianuarie 1982   |
| 117 | Four to Doomsday - Patru către Apocalipsă | 5W  | 4 episodes | Terence Dudley         | John Black     | 18–26 ianuarie 1982  |
| 118 | Kinda -Oarecum                            | 5Y  | 4 episodes | Christopher Bailey     | Peter Grimwade | 1–9 februarie 1982   |
| 119 | The Visitation - Vizita                   | 5X  | 4 episodes | Eric Saward            | Peter Moffatt  | 15–23 februarie 1982 |
| 120 | Black Orchid - Orhideea neagră            | 6A  | 2 episodes | Terence Dudley         | Ron Jones      | 1–2 martie 1982      |
| 121 | Earthshock - Șocul Pământului             | 6B  | 4 episodes | Eric Saward            | Peter Grimwade | 8–16 martie 1982     |
| 122 | Time-Flight - Timpul de zbor              | 6C  | 4 episodes | Peter Grimwade         | Ron Jones      | 22–30 martie 1982    |

### Sezonul 20 (1983)
| Nr  | Titlu                                | Cod | Episoade   | Scenarist          | Regizor       | Premiera             |
| --- | ------------------------------------ | --- | ---------- | ------------------ | ------------- | -------------------- |
| 123 | Arc of Infinity - Arca infinitului   | 6E  | 4 episodes | Johnny Byrne       | Ron Jones     | 3–12 ianuarie 1983   |
| 124 | Snakedance - Dansul șarpelui         | 6D  | 4 episodes | Christopher Bailey | Fiona Cumming | 18–26 ianuarie 1983  |
| 125 | Mawdryn Undead - Mawdryd nemort      | 6F  | 4 episodes | Peter Grimwade     | Peter Moffatt | 1–9 februarie 1983   |
| 126 | Terminus - Terminus                  | 6G  | 4 episodes | Stephen Gallagher  | Mary Ridge    | 15–23 februarie 1983 |
| 127 | Enlightenment - Iluminare            | 6H  | 4 episodes | Barbara Clegg      | Fiona Cumming | 1–9 martie 1983      |
| 128 | The King's Demons - Regele Demonilor | 6J  | 2 episodes | Terence Dudley     | Tony Virgo    | 15–16 martie 1983    |

### Special (1983)
| Nr                       | Titlu                    | Cod                      | Episoade                 | Scenarist                | Regizor                  | Premiera                                       |
| 20th Anniversary Special | 20th Anniversary Special | 20th Anniversary Special | 20th Anniversary Special | 20th Anniversary Special | 20th Anniversary Special | 20th Anniversary Special                       |
| ------------------------ | ------------------------ | ------------------------ | ------------------------ | ------------------------ | ------------------------ | ---------------------------------------------- |
| 129                      | Cei cinci Doctori        | 6K                       | 90-minute special        | Terrance Dicks           | Peter Moffatt            | 23 noiembrie 1983 (USA) 25 noiembrie 1983 (UK) |

### Sezonul 21 (1984)
| Nr  | Titlu                                          | Cod | Episoade                     | Scenarist              | Regizor             | Premiera                     |
| --- | ---------------------------------------------- | --- | ---------------------------- | ---------------------- | ------------------- | ---------------------------- |
| 130 | Warriors of the Deep - Luptătorii din adâncuri | 6L  | 4 episodes                   | Johnny Byrne           | Pennant Roberts     | 5–13 ianuarie 1984           |
| 131 | The Awakening - Trezirea                       | 6M  | 2 episodes                   | Eric Pringle           | Michael Owen Morris | 19–20 ianuarie 1984          |
| 132 | Frontios - Frontios                            | 6N  | 4 episodes                   | Christopher H. Bidmead | Ron Jones           | 26 ianuarie–3 februarie 1984 |
| 133 | Resurrection of the Daleks - Învierea Dalek    | 6P  | 2 episodes (45 minutes each) | Eric Saward            | Matthew Robinson    | 8–15 februarie 1984          |
| 134 | Planet of Fire - Planeta focului               | 6Q  | 4 episodes                   | Peter Grimwade         | Fiona Cumming       | 23 februarie–2 martie 1984   |
| 135 | The Caves of Androzani - Peștera lui Androzani | 6R  | 4 episodes                   | Robert Holmes          | Graeme Harper       | 8–16 martie 1984             |

## Al saselea Doctor

### Sezonul 21 (1984) continued
| Nr  | Titlu                             | Cod | Episoade   | Scenarist      | Regizor       | Premiera          |
| --- | --------------------------------- | --- | ---------- | -------------- | ------------- | ----------------- |
| 136 | The Twin Dilemma - Dilema geamănă | 6S  | 4 episodes | Anthony Steven | Peter Moffatt | 22–30 martie 1984 |

### Sezonul 22 (1985)
| Nr  | Titlu                                        | Cod | Episoade   | Scenarist          | Regizor          | Premiera                   |
| --- | -------------------------------------------- | --- | ---------- | ------------------ | ---------------- | -------------------------- |
| 137 | Attack of the Cybermen - Atacul Cybermenilor | 6T  | 2 episodes | Paula Moore        | Matthew Robinson | 5–12 ianuarie 1985         |
| 138 | Vengeance on Varos - Răzbunare pe Varos      | 6V  | 2 episodes | Philip Martin      | Ron Jones        | 19–26 ianuarie 1985        |
| 139 | The Mark of the Rani - Marca lui Rani        | 6X  | 2 episodes | Pip and Jane Baker | Sarah Hellings   | 2–9 februarie 1985         |
| 140 | The Two Doctors - Cei doi doctori            | 6W  | 3 episodes | Robert Holmes      | Peter Moffatt    | 16 februarie–2 martie 1985 |
| 141 | Timelash - Gena timpului                     | 6Y  | 2 episodes | Glen McCoy         | Pennant Roberts  | 9–16 martie 1985           |
| 142 | Revelation of the Daleks - Revelația Dalek   | 6Z  | 2 episodes | Eric Saward        | Graeme Harper    | 23–30 martie 1985          |

### Sezonul 23 (1986)
| Nr  | Titlu                                          | Cod | Episoade                             | Scenarist                            | Regizor          | Premiera                      |
| --- | ---------------------------------------------- | --- | ------------------------------------ | ------------------------------------ | ---------------- | ----------------------------- |
| 143 | The Mysterious Planet - Planeta misterioasă    | 7A  | 4 episodes                           | Robert Holmes                        | Nicholas Mallett | 6–27 septembrie 1986          |
| 143 | Mindwarp - Urzeala minții                      | 7B  | 4 episodes                           | Philip Martin                        | Ron Jones        | 4–25 octombrie 1986           |
| 143 | Terror of the Vervoids - Teroarea Vervoidzilor | 7C  | 4 episodes                           | Pip and Jane Baker                   | Chris Clough     | 1–22 noiembrie 1986           |
| 143 | The Ultimate Foe - Finalul dușmanului          | 7C  | 2 episodes (Episode 2 is 30 minutes) | Robert Holmes and Pip and Jane Baker | Chris Clough     | 29 noiembrie–6 decembrie 1986 |

## Al saptelea Doctor

### Sezonul 24 (1987)
| Nr  | Titlu                                       | Cod | Episoade   | Scenarist          | Regizor          | Premiera                      |
| --- | ------------------------------------------- | --- | ---------- | ------------------ | ---------------- | ----------------------------- |
| 144 | Time and the Rani - Timpul și Rani          | 7D  | 4 episodes | Pip and Jane Baker | Andrew Morgan    | 7–28 septembrie 1987          |
| 145 | Paradise Towers - Paradisul tunurilor       | 7E  | 4 episodes | Stephen Wyatt      | Nicholas Mallett | 5–26 octombrie 1987           |
| 146 | Delta and the Bannermen - Delta și Banermen | 7F  | 3 episodes | Malcolm Kohll      | Chris Clough     | 2–16 noiembrie 1987           |
| 147 | Dragonfire - Focul Dragonului               | 7G  | 3 episodes | Ian Briggs         | Chris Clough     | 23 noiembrie–7 decembrie 1987 |

### Sezonul 25 (1988-89)
| Nr  | Titlu                                                           | Cod | Episoade   | Scenarist       | Regizor       | Premiera                          |
| --- | --------------------------------------------------------------- | --- | ---------- | --------------- | ------------- | --------------------------------- |
| 148 | Remembrance of the Daleks - Amintirea Dalek                     | 7H  | 4 episodes | Ben Aaronovitch | Andrew Morgan | 5–26 octombrie 1988               |
| 149 | The Happiness Patrol - Fericirea Patrol                         | 7L  | 3 episodes | Graeme Curry    | Chris Clough  | 2–16 noiembrie 1988               |
| 150 | Silver Nemesis - Răzbunarea argintului                          | 7K  | 3 episodes | Kevin Clarke    | Chris Clough  | 23 noiembrie–7 decembrie 1988     |
| 151 | The Greatest Show in the Galaxy - Cel mai mare show din Galaxie | 7J  | 4 episodes | Stephen Wyatt   | Alan Wareing  | 14 decembrie 1988–4 ianuarie 1989 |

### Sezonul 26 (1989)
| Nr  | Titlu                                      | Cod | Episoade   | Scenarist       | Regizor          | Premiera                       |
| --- | ------------------------------------------ | --- | ---------- | --------------- | ---------------- | ------------------------------ |
| 152 | Battlefield - Câmp de luptă                | 7N  | 4 episodes | Ben Aaronovitch | Michael Kerrigan | 6–27 septembrie 1989           |
| 153 | Ghost Light - Lumina fantomei              | 7Q  | 3 episodes | Marc Platt      | Alan Wareing     | 4–18 octombrie 1989            |
| 154 | The Curse of Fenric - Blestemul lui Fenric | 7M  | 4 episodes | Ian Briggs      | Nicholas Mallett | 25 octombrie–15 noiembrie 1989 |
| 155 | Survival - Supraviețuirea                  | 7P  | 3 episodes | Rona Munro      | Alan Wareing     | 22 noiembrie–6 decembrie 1989  |

## Al optulea Doctor

### Film de televiziune (1996)
| Nr  | Titlu                               | Cod | Episoade                   | Scenarist      | Regizor      | Premiera                              |
| --- | ----------------------------------- | --- | -------------------------- | -------------- | ------------ | ------------------------------------- |
| 156 | Doctor Who - Doctor Who filmul 1996 | TVM | 89-minute television movie | Matthew Jacobs | Geoffrey Sax | 12 mai 1996 (Canada) 27 mai 1996 (UK) |

## Al nouălea Doctor
În 2005, BBC a relansat Doctor Who la 16 ani după ultimul episod de televiziune, cu Russell T Davies, Julie Gardner și Mal Young ca producători executivi, Phil Collinson ca producător și Christopher Eccleston în rolul celui de-Al nouălea Doctor.

### Sezonul 1 (2005)
The 2005 series constitutes a loose story arc, dealing with the consequences of the Time War and the mysterious Bad Wolf.
| Nr  | Titlu                                                                                    | Cod       | Episoade   | Scenarist        | Regizor     | Premiera                        |
| 157 | "Rose" - Rose                                                                            | 1.1       | 1 episod   | Russell T Davies | Keith Boak  | 26 martie 2005                  |
| 158 | "The End of the World"-Sfârșitul lumii                                                   | 1.2       | 1 episod   | Russell T Davies | Euros Lyn   | 2 aprilie 2005                  |
| 159 | "The Unquiet Dead" Zbuciumul morții                                                      | 1.3       | 1 episod   | Mark Gatiss      | Euros Lyn   | 9 aprilie 2005                  |
| 160 | "Aliens of London" - Extratereștri Londrei "World War Three" - Al Treilea Război Mondial | 1.4 1.5   | 2 episoade | Russell T Davies | Keith Boak  | 16 aprilie 2005 23 aprilie 2005 |
| 161 | "Dalek" - Dalek                                                                          | 1.6       | 1 episod   | Robert Shearman  | Joe Ahearne | 30 aprilie 2005                 |
| 162 | "The Long Game" - Jocul foarte lung                                                      | 1.7       | 1 episod   | Russell T Davies | Brian Grant | 7 mai 2005                      |
| 163 | "Father's Day" - Ziua tatălui                                                            | 1.8       | 1 episod   | Paul Cornell     | Joe Ahearne | 14 mai 2005                     |
| 164 | "The Empty Child" -Copilul singur "The Doctor Dances" - Doctorul dansează                | 1.9 1.10  | 2 episoade | Steven Moffat    | James Hawes | 21 mai 2005 28 mai 2005         |
| 165 | "Boom Town" - Orașul Bum                                                                 | 1.11      | 1 episod   | Russell T Davies | Joe Ahearne | 4 iunie 2005                    |
| 166 | "Bad Wolf" - Lupul cel rău "The Parting of the Ways"-Despărțirea modurilor               | 1.12 1.13 | 2 episoade | Russell T Davies | Joe Ahearne | 11 iunie 2005 18 iunie 2005     |
| --- | ---------------------------------------------------------------------------------------- | --------- | ---------- | ---------------- | ----------- | ------------------------------- |

## Al zecelea Doctor
Al zecelea Doctor a fost portretizat de David Tennant, care a participat la audiție înainte de premiera primei serii.

### Episoade speciale (2005)
| Nr  | Titlu                                                        | Cod | Episoade                          | Scenarist        | Regizor     | Premiera          |
| —   | "Doctor Who: Children in Need" - Copii aflați în dificultate | CIN | Children in Need special (7 mins) | Russell T Davies | Euros Lyn   | 18 noiembrie 2005 |
| 167 | "The Christmas Invasion" - Invazia de Crăciun                | 2.X | Christmas special (60 mins)       | Russell T Davies | James Hawes | 25 decembrie 2005 |
| --- | ------------------------------------------------------------ | --- | --------------------------------- | ---------------- | ----------- | ----------------- |

### Sezonul 2 (2006)
The back-story for the spin-off series Torchwood is "seeded" in various episodes in the 2006 series. Each episode also has an accompanying online TARDISODE.
| Nr  | Titlu                                                                              | Cod       | Episoade   | Scenarist        | Regizor       | Premiera                   |
| 168 | "New Earth" - Noul Pământ                                                          | 2.1       | 1 episod   | Russell T Davies | James Hawes   | 15 aprilie 2006            |
| 169 | "Tooth and Claw" - Dinte și gheară                                                 | 2.2       | 1 episod   | Russell T Davies | Euros Lyn     | 22 aprilie 2006            |
| 170 | "School Reunion" - Reuniune de școală                                              | 2.3       | 1 episod   | Toby Whithouse   | James Hawes   | 29 aprilie 2006            |
| 171 | "The Girl in the Fireplace" - Fata din Tărâmul Foc                                 | 2.4       | 1 episod   | Steven Moffat    | Euros Lyn     | 6 mai 2006                 |
| 172 | "Rise of the Cybermen"-Ridicarea Cybermenilor "The Age of Steel" - Îngerul de oțel | 2.5 2.6   | 2 episoade | Tom MacRae       | Graeme Harper | 13 mai 2006 20 mai 2006    |
| 173 | "The Idiot's Lantern"- Lanterna idiotului                                          | 2.7       | 1 episod   | Mark Gatiss      | Euros Lyn     | 27 mai 2006                |
| 174 | "The Impossible Planet"-Planeta imposibilă "The Satan Pit" - Groapa lui Satan      | 2.8 2.9   | 2 episoade | Matt Jones       | James Strong  | 3 iunie 2006 10 iunie 2006 |
| 175 | "Love & Monsters" - Dragoste și monștri                                            | 2.10      | 1 episod   | Russell T Davies | Dan Zeff      | 17 iunie 2006              |
| 176 | "Fear Her" - Teama ei                                                              | 2.11      | 1 episod   | Matthew Graham   | Euros Lyn     | 24 iunie 2006              |
| 177 | "Army of Ghosts" - Armele fantomelor "Doomsday" - Sfârșitul lumii                  | 2.12 2.13 | 2 episodes | Russell T Davies | Graeme Harper | 1 iulie 2006 8 iulie 2006  |
| --- | ---------------------------------------------------------------------------------- | --------- | ---------- | ---------------- | ------------- | -------------------------- |

### Episoade speciale (2006)
| Nr  | Titlu                                | Cod | Episoade                    | Scenarist        | Regizor   | Premiera          |
| 178 | "The Runaway Bride" - Mireasa fugară | 3.X | Christmas special (60 min.) | Russell T Davies | Euros Lyn | 25 decembrie 2006 |
| --- | ------------------------------------ | --- | --------------------------- | ---------------- | --------- | ----------------- |

### Sezonul 3 (2007)
This series introduces Martha Jones and deals with the Face of Boe's final message, the mysterious Mr. Saxon, and the Doctor dealing with the loss of Rose Tyler. Susie Liggat was the producer for "Human Nature" and "The Family of Blood", with Phil Collinson credited as executive producer for those episodes.
| Nr  | Titlu | Cod            | Episoade                     | Scenarist         | Regizor                                         | Premiera                             |
| 179 | "Smith and Jones" - Smith și Jones                                                                                 | 3.1            | 1 episod                     | Russell T Davies  | Charles Palmer                                  | 31 martie 2007                       |
| 180 | "The Shakespeare Code"-Codul lui Shakespeare                                                                       | 3.2            | 1 episod                     | Gareth Roberts    | Charles Palmer                                  | 7 aprilie 2007                       |
| 181 | "Gridlock" - Blocajul                                                                                              | 3.3            | 1 episod                     | Russell T Davies  | Richard Clark                                   | 14 aprilie 2007                      |
| 182 | "Daleks in Manhattan"-Dalek în Manhattan "Evolution of the Daleks"- Evoluția Dalek                                 | 3.4 3.5        | 2 episodes                   | Helen Raynor      | James Strong                                    | 21 aprilie 2007 28 aprilie 2007      |
| 183 | "The Lazarus Experiment"-Experimentul Lazarus                                                                      | 3.6            | 1 episode                    | Stephen Greenhorn | Richard Clark                                   | 5 mai 2007                           |
| 184 | "42" - 42 (Patruzeci și doi)                                                                                       | 3.7            | 1 episode                    | Chris Chibnall    | Graeme Harper                                   | 19 mai 2007                          |
| 185 | "Human Nature" - Natura umană "The Family of Blood"-Familia sângelui                                               | 3.8 3.9        | 2 episodes                   | Paul Cornell      | Charles Palmer                                  | 26 mai 2007 2 iunie 2007             |
| 186 | "Blink"- Clipire                                                                                                   | 3.10           | 1 episode                    | Steven Moffat     | Hettie MacDonald                                | 9 iunie 2007                         |
| 187 | "Utopia" - Utopia "The Sound of Drums" - Sunetul tobelor "Last of the Time Lords"-Ultimul dintre Stăpânii Timpului | 3.11 3.12 3.13 | 3 episodes (3.13 is 52 mins) | Russell T Davies  | Graeme Harper (3.11) Colin Teague (3.12 & 3.13) | 16 iunie 2007 23 iunie 2007 30 iunie |
| --- | --- | -------------- | ---------------------------- | ----------------- | ----------------------------------------------- | ------------------------------------ |

### Specials (2007)
| Nr  | Titlu                                       | Cod  | Episoade                          | Scenarist        | Regizor       | Premiera          |
| —   | "Time Crash" - Timp de prăbușire            | CIN2 | Children in Need special (8 mins) | Steven Moffat    | Graeme Harper | 16 noiembrie 2007 |
| 188 | "Voyage of the Damned" - Voiajul damnaților | 4.X  | Christmas special (72 mins)       | Russell T Davies | James Strong  | 25 decembrie 2007 |
| --- | ------------------------------------------- | ---- | --------------------------------- | ---------------- | ------------- | ----------------- |

### Sezonul 4 (2008)
This series explores the coincidences binding the Doctor and Donna together. Susie Liggat was the producer for "Planet of the Ood", "The Sontaran Stratagem", "The Poison Sky", "The Unicorn and the Wasp" and "Turn Left", with Phil Collinson credited as executive producer for those episodes. Phil Collinson left the position of producer at the end of the series.
| Nr  | Titlu                                                                              | Cod       | Episoade                     | Scenarist         | Regizor           | Premiera                   |
| 189 | "Partners in Crime" - Parteneri în nelegiuiri                                      | 4.1       | 1 episod (50 mins)           | Russell T Davies  | James Strong      | 5 aprilie 2008             |
| 190 | "The Fires of Pompeii" - Focurile de la Pompei                                     | 4.2       | 1 episod (50 mins)           | James Moran       | Colin Teague      | 12 aprilie 2008            |
| 191 | "Planet of the Ood"-Planeta Ood                                                    | 4.3       | 1 episod                     | Keith Temple      | Graeme Harper     | 19 aprilie 2008            |
| 192 | The Sontaran Stratagem" - Stratagema Sontaran "The Poison Sky" - Cerul otrăvit     | 4.4 4.5   | 2 episoade                   | Helen Raynor      | Douglas Mackinnon | 26 aprilie 2008 3 mai 2008 |
| 193 | "The Doctor's Daughter"-Fiica Doctorului                                           | 4.6       | 1 episod                     | Stephen Greenhorn | Alice Troughton   | 10 mai 2008                |
| 194 | The Unicorn and the Wasp"-Unicornul și Viespea                                     | 4.7       | 1 episod                     | Gareth Roberts    | Graeme Harper     | 17 mai 2008                |
| 195 | "Silence in the Library"-Liniște în Bibliotecă "Forest of the Dead"-Pădurea Fricii | 4.8 4.9   | 2 episoade                   | Steven Moffat     | Euros Lyn         | 31 mai 2008 7 iunie 2008   |
| 196 | "Midnight"- Miezul nopțiii                                                         | 4.10      | 1 episod                     | Russell T Davies  | Alice Troughton   | 14 iunie 2008              |
| 197 | "Turn Left" - Ia-o la dreapta                                                      | 4.11      | 1 episod (50 mins)           | Russell T Davies  | Graeme Harper     | 21 iunie 2008              |
| 198 | "The Stolen Earth" - Pământul furat "Journey's End" -Călătoria Sfârșitului         | 4.12 4.13 | 2 episoade (4.13 is 65 mins) | Russell T Davies  | Graeme Harper     | 28 iunie 2008 5 iulie 2008 |
| --- | ---------------------------------------------------------------------------------- | --------- | ---------------------------- | ----------------- | ----------------- | -------------------------- |

### Specials (2008–10)
From "Planet of the Dead", episodes were filmed in HD. For practical reasons, these specials continued to use Series 4 production codes.
| Nr  | Titlu                                    | Cod       | Episoade                                                 | Scenarist                         | Regizor       | Premiera                          |
| 199 | "The Next Doctor" - Următorul Doctor     | 4.14      | Christmas special (60 mins)                              | Russell T Davies                  | Andy Goddard  | 25 decembrie 2008                 |
| 200 | "Planet of the Dead" -Planeta Morții     | 4.15      | Easter special (60 mins)                                 | Russell T Davies & Gareth Roberts | James Strong  | 11 aprilie 2009                   |
| 201 | "The Waters of Mars" - Apele de pe Marte | 4.16      | Autumn special (60 mins)                                 | Russell T Davies & Phil Ford      | Graeme Harper | 15 noiembrie 2009                 |
| 202 | The End of Time - Sfârșitul Timpului     | 4.17 4.18 | Christmas special (60 mins) New Year's special (75 mins) | Russell T Davies                  | Euros Lyn     | 25 decembrie 2009 1 ianuarie 2010 |
| --- | ---------------------------------------- | --------- | -------------------------------------------------------- | --------------------------------- | ------------- | --------------------------------- |

## Al unsprezecelea Doctor

### Sezonul 5
| Nr  | Titlu                                                                          | Cod       | Episoade                    | Scenarist      | Regizor            | Premiera                   |
| 203 | "The Eleventh Hour" -Ceasul al unsprezecelea                                   | 5.1       | 1 episod (65 mins)          | Steven Moffat  | Adam Smith         | 3 aprilie 2010             |
| 204 | "The Beast Below" - Bestia de jos                                              | 5.2       | 1 episod                    | Steven Moffat  | Andrew Gunn        | 10 aprilie 2010            |
| 205 | "Victory of the Daleks" - Victoria Daleks                                      | 5.3       | 1 episod                    | Mark Gatiss    | Andrew Gunn        | 17 aprilie 2010            |
| 206 | "The Time of Angels" - Timpul îngerilor "Flesh and Stone" - Carne și piatră    | 5.4 1.5   | 2 episoade                  | Steven Moffat  | Adam Smith         | 24 aprilie 2010 1 mai 2010 |
| 207 | "The Vampires of Venice" - Vampirii din Veneția                                | 5.6       | 1 episod (50 mins)          | Toby Whithouse | Jonny Campbell     | 8 mai 2010                 |
| 208 | "Amy's Choice" - Alegerea lui Amy                                              | 5.7       | 1 episod                    | Simon Nye      | Catherine Morshead | 15 mai 2010                |
| 209 | "The Hungry Earth" - Pământul înfometat "Cold Blood" - Sânge rece              | 5.8 1.9   | 2 episoade                  | Chris Chibnall | Ashley Way         | 22 mai 2010 29 May 2010    |
| 210 | "Vincent and the Doctor" - Vincent și Doctorul                                 | 5.10      | 1 episod                    | Richard Curtis | Jonny Campbell     | 5 iunie 2010               |
| 211 | "The Lodger" - Chiriașul                                                       | 5.11      | 1 episod                    | Gareth Roberts | Catherine Morshead | 12 iunie 2010              |
| 212 | "The Pandorica Opens" - Cutia Pandorei se deschide "The Big Bang" - Big Bangul | 5.12 5.13 | 2 episoade (50 and 55 mins) | Steven Moffat  | Toby Haynes        | 19 June 2010 26 June 2010  |
| --- | ------------------------------------------------------------------------------ | --------- | --------------------------- | -------------- | ------------------ | -------------------------- |

### Specials (2010–11)
| Nr  | Titlu                                   | Cod  | Episoade                              | Scenarist     | Regizor        | Premiera          |
| 213 | "A Christmas Carol" - Colind de Crăciun | 5.14 | Christmas special (60 mins)           | Steven Moffat | Toby Haynes    | 25 decembrie 2010 |
| --- | --------------------------------------- | ---- | ------------------------------------- | ------------- | -------------- | ----------------- |
| —   | "Space" - Spațiu "Time" -Timpul         | —    | 2 Comic Relief specials (3 mins each) | Steven Moffat | Richard Senior | 18 March 2011     |

### Sezonul 6 (2011)
The original transmission of series 6 was split into two parts, with the first seven episodes airing April to June 2011 and the final six from late August to October 2011.
| Nr  | Titlu                                                                             | Cod     | Episoade                     | Scenarist        | Regizor        | Premiera                        |
| 214 | "The Impossible Astronaut" - Astronautul imposibil "Day of the Moon" - Ziua Lunii | 6.1 6.2 | 2 episoade                   | Steven Moffat    | Toby Haynes    | 23 aprilie 2011 30 aprilie 2011 |
| 215 | "The Curse of the Black Spot" - Blestemul Punctului Negru                         | 6.3     | 1 episod                     | Stephen Thompson | Jeremy Webb    | 7 mai 2011                      |
| 216 | "The Doctor's Wife" - Soția Doctorului                                            | 6.4     | 1 episod                     | Neil Gaiman      | Richard Clark  | 14 mai 2011                     |
| 217 | "The Rebel Flesh" Carne rebelă "The Almost People" - Aproape om                   | 6.5 6.6 | 2 episoade                   | Matthew Graham   | Julian Simpson | 21 mai 2011 28 mai 2011         |
| 218 | "A Good Man Goes to War" - Un om bun merge la război                              | 6.7     | 2 episoade (50 mins fiecare) | Steven Moffat    | Peter Hoar     | 4 iunie 2011                    |
| 219 | "Let's Kill Hitler" - Să-l omorâm pe Hitler                                       | 6.8     | 1 episod                     | Steven Moffat    | Richard Senior | 27 august 2011                  |
| 220 | "Night Terrors" - Noaptea terorii                                                 | 6.9     | 1 episod                     | Mark Gatiss      | Richard Clark  | 3 septembrie 2011               |
| 221 | "The Girl Who Waited" - Fata care a așteptat                                      | 6.10    | 1 episod                     | Tom MacRae       | Nick Hurran    | 10 septembrie 2011              |
| 222 | "The God Complex" - Complexul lui Dumnezeu                                        | 6.11    | 1 episod (50 mins)           | Toby Whithouse   | Nick Hurran    | 17 septembrie 2011              |
| 223 | "Closing Time" - Oră de închidere                                                 | 6.12    | 1 episod                     | Gareth Roberts   | Steve Hughes   | 24 septembrie 2011              |
| 224 | "The Wedding of River Song" - Nunta lui River Song                                | 6.13    | 1 episod                     | Steven Moffat    | Jeremy Webb    | 1 octombrie 2011                |
| --- | --------------------------------------------------------------------------------- | ------- | ---------------------------- | ---------------- | -------------- | ------------------------------- |

### Episoade speciale (2011–12)
The Christmas special is executive produced by Moffat, Wenger and Caroline Skinner. Beth Willis left the BBC and stepped down as executive producer after series 6 and Wenger also departed following the Christmas special, leaving Moffat and Skinner as executive producers for series 7.
| Nr  | Titlu                                                                    | Cod  | Episoade                                 | Scenarist                            | Regizor          | Premiera          |
| --- | ------------------------------------------------------------------------ | ---- | ---------------------------------------- | ------------------------------------ | ---------------- | ----------------- |
| —   | "Death Is the Only Answer" - Moartea este singurul răspuns               | —    | Doctor Who Confidential special (4 mins) | The Children of Oakley Junior School | Jeremy Webb      | 1 octombrie 2011  |
| 225 | "The Doctor, the Widow and the Wardrobe" - Doctorul,fereastra și Dulapul | 6.14 | Christmas special (60 mins)              | Steven Moffat                        | Farren Blackburn | 25 decembrie 2011 |
| —   | "Good as Gold" - Bun ca aurul                                            | —    | Blue Peter special (3 mins)              | The Children of Ashdene School       | Saul Metzstein   | 24 mai 2012       |

### Sezonul 7 (2012–13)
Series 7 will air with six episodes to be shown from late 2012, including a Christmas Special, to be followed by eight in 2013. Karen Gillan and Arthur Darvill will leave their roles in the fifth episode of the series and Jenna-Louise Coleman will play the Doctor's new companion, making her first appearance in the series premiere and as the new companion, in the Christmas Special. Neil Gaiman has announced that he is scheduled to write an episode for the second half of the season.
| Nr  | Titlu                                                                  | Cod  | Episod                    | Scenarist        | Regizor            | Premiera           |
| 226 | "Asylum of the Daleks" - Azilul Dalek                                  | 7.1  | 1 episod (50 min.)        | Steven Moffat    | Nick Hurran        | 1 septembrie 2012  |
| 227 | "Dinosaurs on a Spaceship" - Dinozaurii de pe o Navă Spațială          | 7.2  | 1 episod                  | Chris Chibnall   | Saul Metzstein     | 8 septembrie 2012  |
| 228 | "A Town Called Mercy" - Un oraș numit Mecy                             | 7.3  | 1 episod                  | Toby Whithouse   | Saul Metzstein     | 15 septembrie 2012 |
| 229 | "The Power of Three" - Puterea celor trei                              | 7.4  | 1 episod                  | Chris Chibnall   | Douglas Mackinnon  | 22 septembrie 2012 |
| 230 | "The Angels Take Manhattan" - Îngerii iau Manhattanul                  | 7.5  | 1 episod                  | Steven Moffat    | Nick Hurran        | 29 septembrie 2012 |
| 231 | "The Snowmen" - Omul de zăpadă                                         | 7.6  | Episod special de Crăciun | Steven Moffat    | Saul Metzstein     | Crăciun 2012       |
| 232 | "The Bells of Saint John" - Clopote de Sfântul Ion                     | 7.8  | 1 episod                  | Steven Moffat    | Colm McCarthy      | 30 martie 2013     |
| 233 | "The Rings of Akhaten" - Inelele lui Akhaten                           | 7.9  | 1 episod                  | Neil Cross       | Farren Blackburn   | 6 aprilie 2013     |
| 234 | "Cold War" - Războiul Rece                                             | 7.10 | 1 episod                  | Mark Gatiss      | Douglas Mackinnon  | 13 aprilie 2013    |
| 235 | "Hide" - Ascuns                                                        | 7.11 | 1 episod                  | Neil Cross       | Jamie Payne        | 20 aprilie 2013    |
| 236 | "Journey to the Centre of the TARDIS" - Călătorie către Centrul TARDIS | 7.12 | 1 episod                  | Stephen Thompson | Mat King           | 27 aprilie 2013    |
| 237 | "The Crimson Horror" - Oroarea purpurie                                | 7.13 | 1 episod                  | Mark Gatiss      | Saul Metzstein     | 4 mai 2013         |
| 238 | "Nightmare in Silver" - Coșmar în Argint                               | 7.14 | 1 episod                  | Neil Gaiman      | Stephen Woolfenden | 11 mai 2013        |
| 239 | "The Name of the Doctor" - Numele Doctorului                           | 7.15 | 1 episod                  | Steven Moffat    | Saul Metzstein     | 18 mai 2013        |
| --- | ---------------------------------------------------------------------- | ---- | ------------------------- | ---------------- | ------------------ | ------------------ |

### Speciale (2013)
Following Caroline Skinner's departure, BBC Wales' Head of Drama, Faith Penhale, served as Executive Producer with Moffat for the 50th anniversary special; Brian Minchin, previously a script editor in series 5, took over the role thereafter.
| Nr  | Titlu                                          | Cod  | Episoade                          | Scenarist     | Regizor     | Premiera                                                     |
| --- | ---------------------------------------------- | ---- | --------------------------------- | ------------- | ----------- | ------------------------------------------------------------ |
| —   | "The Night of the Doctor" - Noaptea Doctorului | —    | 1 mini-episod (7 min)             | Steven Moffat | John Hayes  | 14 November 2013 (webcast) 16 November 2013 (BBC Red Button) |
| —   | "The Last Day" - Ultima zi                     | —    | 1 mini-episod (4 min)             | Steven Moffat | Jamie Stone | 21 November 2013 (webcast)                                   |
| 240 | "The Day of the Doctor" - Ziua Doctorului      | 7.16 | 50th anniversary special (75 min) | Steven Moffat | Nick Hurran | 23 noiembrie 2013                                            |
| 241 | "The Time of the Doctor" - Timpul Doctorului   | 7.17 | Christmas special (60 min)        | Steven Moffat | Jamie Payne | 25 decembrie 2013                                            |

## Al doisprezecelea Doctor
Al doisprezecelea Doctor este portretizat de Peter Capaldi.

### Sezonul 8 (2014)
Producer Marcus Wilson was replaced by Nikki Wilson and Peter Bennett.
| Nr  | Titlu                                                           | Cod       | Episoade            | Scenarist                        | Regizor           | Premiera                          |
| 242 | „Deep Breath” - Respirație adâncă                               | 8.1       | 1 episode (76 mins) | Steven Moffat                    | Ben Wheatley      | 23 august 2014                    |
| 243 | „Into the Dalek” - În interiorul unui Dalek                     | 8.2       | 1 episod            | Phil Ford & Steven Moffat        | Ben Wheatley      | 30 august 2014                    |
| 244 | „Robot of Sherwood” - Robotul lui Sherwood                      | 8.3       | 1 episod            | Mark Gatiss                      | Paul Murphy       | 6 septembrie 2014                 |
| 245 | „Listen” - Ascultă                                              | 8.4       | 1 episod            | Steven Moffat                    | Douglas Mackinnon | 13 septembrie 2014                |
| 246 | „Time Heist” - Timpul Heist                                     | 8.5       | 1 episod            | Stephen Thompson & Steven Moffat | Douglas Mackinnon | 20 septembrie 2014                |
| 247 | „The Caretaker” - Îngrijitorul                                  | 8.6       | 1 episod            | Gareth Roberts & Steven Moffat   | Paul Murphy       | 27 septembrie 2014                |
| 248 | „Kill the Moon” - Să omorâm luna                                | 8.7       | 1 episod            | Peter Harness                    | Paul Wilmshurst   | 4 octombrie 2014                  |
| 249 | „Mummy on the Orient Express” - Mumia din Orient Epress         | 8.8       | 1 episod            | Jamie Mathieson                  | Paul Wilmshurst   | 11 octombrie 2014                 |
| 250 | „Flatline” - Linie Plată                                        | 8.9       | 1 episod            | Jamie Mathieson                  | Douglas Mackinnon | 18 octombrie 2014                 |
| 251 | „In the Forest of the Night” - În pădurea nopții                | 8.10      | 1 episod            | Frank Cottrell Boyce             | Sheree Folkson    | 25 octombrie 2014                 |
| 252 | „Dark Water” - Apă întunecată „Death in Heaven” - Moarte în cer | 8.11 8.12 | 2 episoade          | Steven Moffat                    | Rachel Talalay    | 1 noiembrie 2014 8 noiembrie 2014 |
| --- | --------------------------------------------------------------- | --------- | ------------------- | -------------------------------- | ----------------- | --------------------------------- |

### Special (2014)
Filming on the 2014 Christmas Special began in September 2014, with both Peter Capaldi and Jenna Coleman confirmed to return. Filming wrapped on 3 October 2014.
| Nr  | Titlu                            | Cod  | Episoade          | Scenarist     | Regizor         | Premiera     |
| 253 | Last Christmas - Ultimul Crăciun | 8.13 | Christmas special | Steven Moffat | Paul Wilmshurst | Crăciun 2014 |
| --- | -------------------------------- | ---- | ----------------- | ------------- | --------------- | ------------ |

### Sezonul 9 (2015)
| Nr  | Titlu                                               | Cod  | Episoade   | Scenarist                       | Regizor           | Premiera           |
| 254 | "The Magician's Apprentice" - Ucenicul vrăjitorului | 9.1  | 2 episoade | Steven Moffat                   | Hettie McDonald   | 19 septembrie 2015 |
| 254 | "The Witch's Familiar"- Vrăjitorul familiar         | 9.2  | 2 episoade | Steven Moffat                   | Hettie McDonald   | 26 septembrie 2015 |
| 255 | "Under the Lake" - Sub lac                          | 9.3  | 2 episoade | Toby Withouse                   | Daniel O'Hara     | 3 octombrie 2015   |
| 255 | "Before the Flood" - Înainte de potop               | 9.4  | 2 episoade | Toby Withouse                   | Daniel O'Hara     | 10 octombrie 2015  |
| 256 | ,,The girl who Died,, - Fata care a murit           | 9.5  | 1 episod   | Jamie Mathison și Steven Moffat | Ed Bazalgette     | 17 octombrie 2015  |
| 257 | ,,The woman who Lived ,,- Femeia care a trăit       | 9.6  | 1 episod   | Carherine Tregenna              | Ed Bazalgette     | 24 octombrie 2015  |
| 258 | ,,The Zygon Invasion ,,- Invazia Zygon              | 9.7  | 2 episoade | Peter Harness                   | Daniel Nettheim   | 31 octombrie 2015  |
| 258 | ,,The Zygon Inversion ,,                            | 9.8  | 2 episoade | Peter Harness și Steven Moffat  | Daniel Nettheim   | 7 noiembrie 2015   |
| 259 | ,,Sleep No More ,,- Nu mai dormi                    | 9.9  | 1 episod   | Mark Gatiss                     | Justin Molotnikov | 14 noiembrie 2015  |
| 260 | ,,Face the Raven ,,                                 | 9.10 | 1 episod   | Sarah Dollard                   | Justin Molotnikov | 21 noiembrie 2015  |
| 261 | ,,Heaven Sent ,,                                    | 9.11 | 1 episod   | Steven Moffat                   | Rachel Talalay    | 28 noiembrie 2015  |
| 262 | ,,Hell Bent ,,                                      | 9.12 | 1 episod   | Steven Moffat                   | Rachel Talalay    | 5 deceembrie 2015  |
| --- | --------------------------------------------------- | ---- | ---------- | ------------------------------- | ----------------- | ------------------ |

### Special (2015)
When a crashed spaceship calls upon the Doctor for help, he finds himself recruited into River Song's squad and hurled into a chase across the galaxy.
| Nr  | Titlu                                                  | Cod  | Episoade           | Scenarist     | Regizor           | Premiera          |
| 263 | ,,The Husbands of River Song ,, - Soții lui River Song | 9.13 | special de Crăciun | Steven Moffat | Douglas Mackinnon | 25 decembrie 2015 |
| --- | ------------------------------------------------------ | ---- | ------------------ | ------------- | ----------------- | ----------------- |

### Sezonul 10 (2016)
| Nr  | Titlu                                                            | Cod   | Episoade       | Scenarist                    | Regizor           | Premiera          |
| 264 | "The Return of Doctor Mysterio"- Întoarcerea doctorului Mysterio | 10.00 | episod special | Steven Moffat                | Edward Bazalgette | 25 decembrie 2016 |
| 265 | "The Pilot" - Pilotul                                            | 10.01 | 1 episod       | Terry Nation, Steven Moffat  | Lawrence Gough    | 15 aprilie 2017   |
| 266 | "Smile" - Zâmbește                                               | 10.02 | 1 episod       | Frank Cottrell Boyce         | Lawrence Gough    | 22 aprilie 2017   |
| 267 | "Thin Ice" - Gheață subțire                                      | 10.03 | 1 episod       | Sarah Dollard                | Bill Anderson     | 20 aprilie 2017   |
| 268 | "Knock Knock"- Cioc-Cioc                                         | 10.04 | 1 episod       | Mike Bartlett                | Bill Anderson     | 6 mai 2017        |
| 269 | Oxygen - Oxigen                                                  | 10.05 | 1 episod       | Jamie Mathieson              | Charlie Palmer    | 13 mai 2017       |
| 270 | Extremis - Extremitate                                           | 10.06 | 1 episod       | Steven Moffat                | Daniel Nettheim   | 20 mai 2017       |
| 271 | The Pyramid at the End of the World                              | 10.07 | 1 episod       | Peter Harness, Steven Moffat | Daniel Nettheim   | 27 mai 2017       |
| 272 | The Lie on the Land                                              | 10.08 | 1 episod       | Toby Whithouse               | Wayne Yip         | 3 iunie 2017      |
| 273 | Empress of Mars                                                  | 10.09 | 1 episod       | Mark Gatiss, Brian Hayles    | Wayne Yip         | 10 iunie 2017     |
| 274 | The Eaters of Light                                              | 10.10 | 1 episod       | Rona Munro                   | Charlie Palmer    | 17 mai 2017       |
| 275 | World Enough and Time                                            | 10.11 | 1 episod       | Steven Moffat, Gerry Davis   | Rachel Talalay    | 24 iunie 2017     |
| 276 | The Doctor Falls                                                 | 10.12 | 1 episod       | Steven Moffat, Kit Pedler    | Rachel Talalay    | 1 iulie 2017      |
| --- | ---------------------------------------------------------------- | ----- | -------------- | ---------------------------- | ----------------- | ----------------- |